# Грбавци (Подгорица)
Грбавци је насељено мјесто у граду Подгорици у Црној Гори. Према попису из 2023. било је 516 становника.

## Демографија
У насељу Грбавци живи 386 пунолетних становника, а просечна старост становништва износи 35,2 година (34,0 код мушкараца и 36,4 код жена). У насељу има 131 домаћинство, а просечан број чланова по домаћинству је 4,21.
Ово насеље је углавном насељено Црногорцима (према попису из 2003. године), а у последња три пописа, примећен је пораст у броју становника.
|  |

| Демографија | Демографија | Демографија |
| Година      | Становника  | Становника  |
| ----------- | ----------- | ----------- |
|             |             |             |
|             |             |             |
|             |             |             |
|             |             |             |
| 1948.       | 395         |             |
| 1953.       | 443         |             |
| 1961.       | 438         |             |
| 1971.       | 471         |             |
| 1981.       | 465         |             |
| 1991.       | 467         | 466         |
| 2003.       | 552         | 552         |
|             |             |             |

| Етнички састав према попису из 2003.‍ | Етнички састав према попису из 2003.‍ | Етнички састав према попису из 2003.‍ | Етнички састав према попису из 2003.‍ | Етнички састав према попису из 2003.‍ |
| ------------------------------------ | ------------------------------------ | ------------------------------------ | ------------------------------------ | ------------------------------------ |
|                                      |                                      |                                      |                                      |                                      |
| Црногорци                            | Црногорци                            |                                      | 382                                  | 69,20%                               |
| Срби                                 | Срби                                 |                                      | 158                                  | 28,62%                               |
| Југословени                          | Југословени                          |                                      | 2                                    | 0,36%                                |
| Хрвати                               | Хрвати                               |                                      | 1                                    | 0,18%                                |
| непознато                            | непознато                            |                                      | 0                                    | 0,0%                                 |

| Година пописа     | 1948. | 1953. | 1961. | 1971. | 1981. | 1991. | 2003. |
| ----------------- | ----- | ----- | ----- | ----- | ----- | ----- | ----- |
| Број домаћинстава | 66    | 68    | 68    | 81    | 90    | 105   | 131   |

| Број чланова      | 1   | 2 | 3  | 4  | 5  | 6  | 7  | 8  | 9 | 10 и више | Просек |
| ----------------- | --- | - | -- | -- | -- | -- | -- | -- | - | --------- | ------ |
| Број домаћинстава | 131 | 7 | 23 | 19 | 20 | 29 | 18 | 11 | 4 | 0         | 0      |

| Пол    | Укупно | Неожењен/Неудата | Ожењен/Удата | Удовац/Удовица | Разведен/Разведена | Непознато |
| ------ | ------ | ---------------- | ------------ | -------------- | ------------------ | --------- |
| Мушки  | 207    | 61               | 138          | 5              | 3                  | 0         |
| Женски | 205    | 36               | 142          | 26             | 1                  | 0         |
| УКУПНО | 412    | 97               | 280          | 31             | 4                  | 0         |

| Пол    | Укупно                    | Пољопривреда, лов и шумарство | Рибарство                            | Вађење руде и камена | Прерађивачка индустрија       |
| ------ | ------------------------- | ----------------------------- | ------------------------------------ | -------------------- | ----------------------------- |
| Мушки  | 110                       | 4                             | 0                                    | 1                    | 46                            |
| Женски | 40                        | 1                             | 0                                    | 0                    | 9                             |
| УКУПНО | 150                       | 5                             | 0                                    | 1                    | 55                            |
| Пол    | Производња и снабдевање   | Грађевинарство                | Трговина                             | Хотели и ресторани   | Саобраћај, складиштење и везе |
| Мушки  | 4                         | 1                             | 11                                   | 0                    | 10                            |
| Женски | 0                         | 0                             | 8                                    | 2                    | 3                             |
| УКУПНО | 4                         | 1                             | 19                                   | 2                    | 13                            |
| Пол    | Финансијско посредовање   | Некретнине                    | Државна управа и одбрана             | Образовање           | Здравствени и социјални рад   |
| Мушки  | 0                         | 1                             | 26                                   | 0                    | 0                             |
| Женски | 1                         | 0                             | 6                                    | 3                    | 7                             |
| УКУПНО | 1                         | 1                             | 32                                   | 3                    | 7                             |
| Пол    | Остале услужне активности | Приватна домаћинства          | Екстериторијалне организације и тела | Непознато            | Непознато                     |
| Мушки  | 5                         | 0                             | 0                                    | 1                    | 1                             |
| Женски | 0                         | 0                             | 0                                    | 0                    | 0                             |
| УКУПНО | 5                         | 0                             | 0                                    | 1                    | 1                             |